# 皇家槍騎兵團
皇家槍騎兵團(伊麗莎白女王直屬)是英國陸軍的騎兵團。該團是由威爾斯親王的第9/第12皇家槍騎兵團與女王皇家槍騎兵團於2015年5月2日合併而組成。作戰編制上是第1裝甲步兵旅的一支編隊偵察兵團。

## 歷史
兩個騎兵團的合併計劃於2012年7月宣佈，2015年5月2日合併了威爾斯親王的第9/第12皇家槍騎兵團與女王皇家槍騎兵團的皇家槍騎兵團在列治文城堡接受該團的榮譽上校英女王伊麗莎白二世檢閱。  2017年4月5日為紀念英女王伊麗莎白二世擔任皇家槍騎兵團及其合併前的騎兵團的榮譽上校70周年，女王授予該團"伊麗莎白女王直屬"附加在後綴的尊稱，以表彰他們為伊麗莎白二世和伊莉莎白王太后服務。 2023年6月8日，卡米拉王后被任命為新一任名譽上校。

## 軍事行動的角色
該團是裝甲騎兵團，配備CVR作戰偵察(追蹤)系列戰車， 而從2019年起該團的部隊已經換裝(阿積士裝甲偵察車。 皇家槍騎兵團由3個軍刀中隊，以及一個指揮和支援中隊組成，每支中隊配備16輛FV-107 彎刀裝甲偵查車和(阿積士裝甲偵察車。
皇家槍騎兵團是皇家裝甲軍團旗下部隊。 駐紮在卡特域兵營，作戰編制上是隸屬於第1裝甲步兵旅。是第3師三個裝甲步兵旅之一。

## 騎兵團上校
- 2015–2019年: 安德魯·休斯準將(Andrew Hughes CBE)
- 2019年– : 理察·查靈頓上校(Richard Charrington)

## 指揮官
騎兵團指揮官包括 :
- 2015–2017年: 馬庫斯·穆迪中校(Marcus J. Mudd)
- 2017–2019年: 亨利·色百中校(Henry L. Searby)
- 2019–2021年: 亞當·福登中校(Adam N. B. Foden)
- 2021年–    : 威爾·列治文中校(Will Richmond)

## 騎兵團的先後排序
因為合併前的威爾斯親王的第9/第12皇家槍騎兵團是一支資深的高級騎兵團，該團保有英國陸軍騎兵團排行上的優先順序。

## 騎兵團世系
皇家槍騎兵團是現在英國陸軍中最後一個保留"槍騎兵"頭銜的騎兵團。它直接或間接地繼承了自1922年開始一系列合併後現存的六個英軍槍騎兵團的傳統。
| 1881年仇德斯改革           | 1922年合併計劃                   | 1990年應變縮編計劃               | 2015年英國國防總檢討 – 現今    |
| -------------------------- | -------------------------------- | -------------------------------- | ------------------------------ |
| 第16女王皇家槍騎兵團       | 第16/第5女王皇家槍騎兵團         | 女王皇家槍騎兵團                 | 皇家槍騎兵團(伊麗莎白女王直屬) |
| 第5皇家愛爾蘭槍騎兵團      | 第16/第5女王皇家槍騎兵團         | 女王皇家槍騎兵團                 | 皇家槍騎兵團(伊麗莎白女王直屬) |
| 第17(劍橋公爵直屬}槍騎兵團 | 第17/第21槍騎兵團                | 女王皇家槍騎兵團                 | 皇家槍騎兵團(伊麗莎白女王直屬) |
| 第21印度女皇槍騎兵團       | 第17/第21槍騎兵團                | 女王皇家槍騎兵團                 | 皇家槍騎兵團(伊麗莎白女王直屬) |
| 第9女王皇家槍騎兵團        | 威爾斯親王的第9/第12皇家槍騎兵團 | 威爾斯親王的第9/第12皇家槍騎兵團 | 皇家槍騎兵團(伊麗莎白女王直屬) |
| 第12威爾斯親王皇家槍騎兵團 | 威爾斯親王的第9/第12皇家槍騎兵團 | 威爾斯親王的第9/第12皇家槍騎兵團 | 皇家槍騎兵團(伊麗莎白女王直屬) |

### 傳統
騎兵團帽徽是引用了'死亡或榮譽'的格言。

## 盟軍
- 加拿大 – 士達孔拿勳爵騎兵團(皇家加拿大人)（英语：Lord Strathcona's Horse (Royal Canadians)）
- 巴基斯坦 – 第12騎兵團（英语：12th Cavalry (Frontier Force)）
- 英國皇家海軍 – 威爾斯親王號航空母艦 (R09)
- 英國皇家空軍 – 第100中隊（英语：No. 100 Squadron RAF）

## 外部連結
- Official webpage （页面存档备份，存于）